# Insentiraja laxipella
Insentiraja laxipella is een vissensoort uit de familie van de Arhynchobatidae. De wetenschappelijke naam van de soort is voor het eerst geldig gepubliceerd in 1992 door Yearsley & Last.